# Mervin Trần
Mervin Trần (sinh 22 tháng 9 năm 1990) là vận động viên trượt băng nghệ thuật đôi người Canada từng thi đấu cho Nhật Bản cho đến năm 2012. Cùng với bạn diễn trước kia là Narumi Takahashi, anh đã giành được huy chương đồng tại giải Vô địch Trượt băng nghệ thuật Thế giới năm 2012, huy chương bạc tại giải trẻ Vô địch Trượt băng nghệ thuật 2010, vô địch giải ISU Junior Grand Prix 2010 và vô địch quốc gia Nhật Bản từ 2008 đến 2012. Cặp đôi này đã giành huy chương Thế giới đầu tiên ở nội dung trượt đôi cho Nhật Bản. Gần đây, Mervin nhảy cặp với Natasha Purich.

## Tiểu sử
Mervin sinh ra ở Regina, Saskatchewan năm 1990. Anh chuyển đến Montréal, Québec năm 2007 để luyện tập với HLV Richard Gauthier. Cha mẹ anh là người tị nạn từ Việt Nam và Campuchia. Anh từng thi đấu tại giải điền kinh cấp tỉnh ở nội dung nhảy cao và chạy 100m vượt rào và xếp vị trí thứ 5 ở bộ môn vượt rào.